# Dracula (plante)
Pour les articles homonymes, voir Dracula (homonymie).
Genre
Dracula est un  genre de plantes de la famille des Orchidaceae que l'on retrouve dans les forêts d'altitude d'Amérique du Sud (du Mexique au Pérou, Cordillère des Andes). Ce nouveau genre a été séparé du genre Masdevallia en 1978.
Ces orchidées, très colorées en forme de coupe dont les pétales et sépales se terminent en grandes queues possèdent de grandes fleurs pendantes. Le nom Dracula vient du roumain Drac, signifiant diable et Dracula, diablesse.

## Liste des espèces
Selon Catalogue of Life (20 juillet 2017) :
- Dracula adrianae Luer
- Dracula agnosia A.Doucette
- Dracula alcithoe Luer & R.Escobar
- Dracula amaliae Luer & R.Escobar
- Dracula andreettae (Luer) Luer
- Dracula anicula Luer & R.Escobar
- Dracula anthracina Luer & R.Escobar
- Dracula antonii Luer
- Dracula aphrodes Luer & R.Escobar
- Dracula astuta (Rchb.f.) Luer
- Dracula barrowii Luer
- Dracula bella (Rchb.f.) Luer
- Dracula bellerophon Luer & R.Escobar
- Dracula benedictii (Rchb.f.) Luer
- Dracula berthae Luer & R.Escobar
- Dracula brangeri Luer
- Dracula callithrix N.Peláez, Buit-Del. & Gary Mey.
- Dracula carcinopsis Luer & R.Escobar
- Dracula carlueri Hermans & P.J.Cribb
- Dracula chestertonii (Rchb.f.) Luer
- Dracula chimaera (Rchb.f.) Luer
- Dracula chiroptera Luer & Malo
- Dracula christineana Luer
- Dracula circe Luer & R.Escobar
- Dracula citrina Luer & R.Escobar
- Dracula cochliops Luer & R.Escobar
- Dracula cordobae Luer
- Dracula cutis-bufonis Luer & R.Escobar
- Dracula dalessandroi Luer
- Dracula dalstroemii Luer
- Dracula decussata Luer & R.Escobar
- Dracula deltoidea (Luer) Luer
- Dracula deniseana Luer
- Dracula dens-canis N.Peláez
- Dracula diabola Luer & R.Escobar
- Dracula diana Luer & R.Escobar
- Dracula dodsonii (Luer) Luer
- Dracula erythrochaete (Rchb.f.) Luer
- Dracula erythrocodon (Luer & Dalström) O.Gruss & M.Wolff
- Dracula exasperata Luer & R.Escobar
- Dracula fafnir Luer
- Dracula felix (Luer) Luer
- Dracula fuligifera Luer
- Dracula fuliginosa (Luer) Luer
- Dracula gastrophora Luer & Hirtz
- Dracula gerhardii Luer & Sijm
- Dracula gigas (Luer & Andreetta) Luer
- Dracula gorgona (A.H.Kent) Luer & R.Escobar
- Dracula gorgonella Luer & R.Escobar
- Dracula hawleyi Luer
- Dracula hirsuta Luer & Andreetta
- Dracula hirtzii Luer
- Dracula houtteana (Rchb.f.) Luer
- Dracula immunda A.Doucette
- Dracula inaequalis (Rchb.f.) Luer & R.Escobar
- Dracula incognita Luer & R.Escobar
- Dracula inexperata Pupulin
- Dracula insolita Luer & R.Escobar
- Dracula iricolor (Rchb.f.) Luer & R.Escobar
- Dracula janetiae (Luer) Luer
- Dracula kareniae Luer & Dalström
- Dracula lafleurii Luer & Dalström
- Dracula lehmanniana Luer & R.Escobar
- Dracula lemurella Luer & R.Escobar
- Dracula leonum Luer
- Dracula levii Luer
- Dracula ligiae Luer & R.Escobar
- Dracula lindstroemii Luer & Dalström
- Dracula lotax (Luer) Luer
- Dracula maduroi Luer
- Dracula mantissa Luer & R.Escobar
- Dracula marsupialis Luer & Hirtz
- Dracula mendozae Luer & V.N.M.Rao
- Dracula minax Luer & R.Escobar
- Dracula mopsus (F.Lehm. & Kraenzl.) Luer
- Dracula morleyi Luer & Dalström
- Dracula navarroorum Luer & Hirtz
- Dracula nigritella Luer
- Dracula nosferatu Luer & R.Escobar
- Dracula nycterina (Rchb.f.) Luer
- Dracula octavioi Luer & R.Escobar
- Dracula olmosii Luer & Maduro
- Dracula ophioceps Luer & R.Escobar
- Dracula orientalis Luer & R.Escobar
- Dracula ortiziana Luer & R.Escobar
- Dracula papillosa Luer & Dodson
- Dracula pholeodytes Luer & R.Escobar
- Dracula pileus Luer & R.Escobar
- Dracula pinasensis Zambrano & Solano
- Dracula polyphemus (Luer) Luer
- Dracula portillae Luer & Andreetta
- Dracula posadarum Luer & R.Escobar
- Dracula presbys Luer & R.Escobar
- Dracula psittacina (Rchb.f.) Luer & R.Escobar
- Dracula psyche (Luer & Andreetta) Luer
- Dracula pubescens Luer & Dalström
- Dracula pusilla (Rolfe) Luer
- Dracula radiosa (Rchb.f.) Luer
- Dracula radiosyndactyla Luer
- Dracula rezekiana Luer & R.Hawley
- Dracula ripleyana Luer
- Dracula robledorum (P.Ortiz) Luer & R.Escobar
- Dracula roezlii (Rchb.f.) Luer
- Dracula rojasii N.Peláez, Buitr.-Delg. & Gary Mey.
- Dracula saulii Luer & Sijm
- Dracula schudelii Luer & Hirtz
- Dracula senex-furens N.Peláez, Buitr.-Delg. & Gary Mey.
- Dracula sergioi Luer & R.Escobar
- Dracula severa (Rchb.f.) Luer
- Dracula sibundoyensis Luer & R.Escobar
- Dracula sijmii Luer
- Dracula simia (Luer) Luer
- Dracula sodiroi (Schltr.) Luer
- Dracula spectrum (Rchb.f.) A.Doucette
- Dracula syndactyla Luer
- Dracula terborchii Luer & Hirtz
- Dracula trigonopetala Gary Mey. & Baquero ex A.Doucette
- Dracula trinympharum Luer
- Dracula tsubotae Luer
- Dracula tubeana (Rchb.f.) Luer
- Dracula ubangina Luer & Andreetta
- Dracula vampira (Luer) Luer
- Dracula veleziana Luer & V.N.M.Rao
- Dracula velutina (Rchb.f.) Luer
- Dracula venefica Luer & R.Escobar
- Dracula venosa (Rolfe) Luer
- Dracula verticulosa Luer & R.Escobar
- Dracula vespertilio (Rchb.f.) Luer
- Dracula villegasii Königer
- Dracula vinacea Luer & R.Escobar
- Dracula vlad-tepes Luer & R.Escobar
- Dracula wallisii (Rchb.f.) Luer
- Dracula woolwardiae (F.Lehm. & Kraenzl.) Luer
- Dracula xenos Luer & R.Escobar

Selon World Checklist of Selected Plant Families (WCSP) (20 juillet 2017) :
- Dracula adrianae Luer (1998)
- Dracula agnosia A.Doucette (2012)
- Dracula alcithoe Luer & R.Escobar (1981)
- Dracula amaliae Luer & R.Escobar (1978)
- Dracula andreettae (Luer) Luer (1978)
- Dracula × anicula Luer & R.Escobar (1981)
- Dracula anthracina Luer & R.Escobar (1982)
- Dracula antonii Luer (2002)
- Dracula aphrodes Luer & R.Escobar (1989)
- Dracula astuta (Rchb.f.) Luer (1978)
- Dracula barrowii Luer (2002)
- Dracula bella (Rchb.f.) Luer (1978)
- Dracula bellerophon Luer & R.Escobar (1978)
- Dracula benedictii (Rchb.f.) Luer (1978)
- Dracula berthae Luer & R.Escobar (1979)
- Dracula brangeri Luer (1986)
- Dracula callithrix N.Peláez, Buit-Del. & Gary Mey. (2009)
- Dracula carcinopsis Luer & R.Escobar (1989)
- Dracula carlueri Hermans & P.J.Cribb (1997)
- Dracula chestertonii (Rchb.f.) Luer (1978)
- Dracula chimaera (Rchb.f.) Luer (1978)
- Dracula chiroptera Luer & Malo (1978)
- Dracula christineana Luer (2002)
- Dracula circe Luer & R.Escobar (1981)
- Dracula citrina Luer & R.Escobar (1982)
- Dracula cochliops Luer & R.Escobar (1979)
- Dracula cordobae Luer (1979)
- Dracula cutis-bufonis Luer & R.Escobar (1978)
- Dracula dalessandroi Luer (1989)
- Dracula dalstroemii Luer (1984)
- Dracula decussata Luer & R.Escobar (1978)
- Dracula deltoidea (Luer) Luer (1978)
- Dracula deniseana Luer (2002)
- Dracula dens-canis N.Peláez (2006)
- Dracula diabola Luer & R.Escobar (1979)
- Dracula diana Luer & R.Escobar (1981)
- Dracula dodsonii (Luer) Luer (1978)
- Dracula erythrochaete (Rchb.f.) Luer (1978)
- Dracula erythrocodon (Luer & Dalström) O.Gruss & M.Wolff (2007)
- Dracula exasperata Luer & R.Escobar (1989)
- Dracula fafnir Luer (1993)
- Dracula felix (Luer) Luer (1978)
- Dracula fernandezii Cavestro (2013)
- Dracula fuligifera Luer (1991)
- Dracula fuliginosa (Luer) Luer (1978)
- Dracula gastrophora Luer & Hirtz (1989)
- Dracula gerhardii Luer & Sijm (2011)
- Dracula gigas (Luer & Andreetta) Luer (1978)
- Dracula gorgona (A.H.Kent) Luer & R.Escobar (1978)
- Dracula gorgonella Luer & R.Escobar (1981)
- Dracula hawleyi Luer (1978)
- Dracula hirsuta Luer & Andreetta (1980)
- Dracula hirtzii Luer (1979)
- Dracula houtteana (Rchb.f.) Luer (1978)
- Dracula immunda A.Doucette (2011)
- Dracula inaequalis (Rchb.f.) Luer & R.Escobar (1982)
- Dracula incognita Luer & R.Escobar (1989)
- Dracula inexperata Pupulin (2001)
- Dracula insolita Luer & R.Escobar (1989)
- Dracula iricolor (Rchb.f.) Luer & R.Escobar, Selbyana 7: 65, 102 (1982)
- Dracula janetiae (Luer) Luer (1978)
- Dracula kareniae Luer & Dalström (1997)
- Dracula lafleurii Luer & Dalström (1993)
- Dracula lehmanniana Luer & R.Escobar (1982)
- Dracula lemurella Luer & R.Escobar (1981)
- Dracula leonum Luer (1979)
- Dracula levii Luer (1978)
- Dracula ligiae Luer & R.Escobar (1989)
- Dracula lindstroemii Luer & Dalström (1991)
- Dracula lotax (Luer) Luer (1978)
- Dracula maduroi Luer (2004)
- Dracula mantissa Luer & R.Escobar (1979)
- Dracula marieae Cavestro & J.Fernandez (2016)
- Dracula marinii Baquero (2013)
- Dracula marsupialis Luer & Hirtz (1986)
- Dracula mendozae Luer & V.N.M.Rao (2004)
- Dracula minax Luer & R.Escobar (1981)
- Dracula mopsus (F.Lehm. & Kraenzl.) Luer (1978)
- Dracula morleyi Luer & Dalström (1993)
- Dracula navarroorum Luer & Hirtz (1993)
- Dracula nigritella Luer (2002)
- Dracula nosferatu Luer & R.Escobar (1989)
- Dracula nycterina (Rchb.f.) Luer (1978)
- Dracula octavioi Luer & R.Escobar (1979)
- Dracula olmosii Luer & Maduro (1999)
- Dracula ophioceps Luer & R.Escobar (1978)
- Dracula orientalis Luer & R.Escobar (1982)
- Dracula ortiziana Luer & R.Escobar (1993)
- Dracula papillosa Luer & Dodson (1993)
- Dracula pholeodytes Luer & R.Escobar (1982)
- Dracula pileus Luer & R.Escobar (1979)
- Dracula × pinasensis Zambrano & Solano (2011)
- Dracula polyphemus (Luer) Luer (1978)
- Dracula portillae Luer & Andreetta (1980)
- Dracula posadarum Luer & R.Escobar (1981)
- Dracula presbys Luer & R.Escobar (1993)
- Dracula psittacina (Rchb.f.) Luer & R.Escobar (1993)
- Dracula psyche (Luer & Andreetta) Luer (1978)
- Dracula pubescens Luer & Dalström (1994)
- Dracula pusilla (Rolfe) Luer (1978)
- Dracula radiosa (Rchb.f.) Luer (1978)
- Dracula × radiosyndactyla Luer (1981)
- Dracula rezekiana Luer & R.Hawley (1979)
- Dracula ripleyana Luer (1979)
- Dracula robledorum (P.Ortiz) Luer & R.Escobar (1978)
- Dracula roezlii (Rchb.f.) Luer (1978)
- Dracula rojasii N.Peláez, Buitr.-Delg. & Gary Mey. (2009)
- Dracula saulii Luer & Sijm (2006)
- Dracula schudelii Luer & Hirtz (1999)
- Dracula senex-furens N.Peláez, Buitr.-Delg. & Gary Mey. (2009)
- Dracula sergioi Luer & R.Escobar (1978)
- Dracula severa (Rchb.f.) Luer (1978)
- Dracula sibundoyensis Luer & R.Escobar (1979)
- Dracula sijmii Luer (2002)
- Dracula simia (Luer) Luer (1978)
- Dracula smaug Baquero & Gary Mey. (2014)
- Dracula sodiroi (Schltr.) Luer (1978)
- Dracula soennemarkii Luer & Dalström (2012)
- Dracula spectrum (Rchb.f.) A.Doucette (2012)
- Dracula syndactyla Luer (1981)
- Dracula terborchii Luer & Hirtz (1999)
- Dracula tobarii Luer & Hirtz (2012)
- Dracula trigonopetala Gary Mey. & Baquero ex A.Doucette (2012)
- Dracula trinympharum Luer (1993)
- Dracula tsubotae Luer (2002)
- Dracula tubeana (Rchb.f.) Luer (1978)
- Dracula ubangina Luer & Andreetta (1980)
- Dracula vampira (Luer) Luer (1978)
- Dracula veleziana Luer & V.N.M.Rao (2005)
- Dracula velutina (Rchb.f.) Luer (1978)
- Dracula venefica Luer & R.Escobar (1981)
- Dracula venosa (Rolfe) Luer (1978)
- Dracula verticulosa Luer & R.Escobar (1989)
- Dracula vespertilio (Rchb.f.) Luer (1978)
- Dracula vierlingii Luer & Sijm (2012)
- Dracula villegasii Königer (1999)
- Dracula vinacea Luer & R.Escobar (1978)
- Dracula vlad-tepes Luer & R.Escobar (1981)
- Dracula wallisii (Rchb.f.) Luer (1978)
- Dracula woolwardiae (F.Lehm. & Kraenzl.) Luer (1978)
- Dracula xenos Luer & R.Escobar (1989)